# 深水無線鰨
深水無線鰨為輻鰭魚綱鰈形目鰨亞目舌鰨科的其中一種，為深海魚類，分布於西大西洋區，從美國佛羅里達南部至小安地列斯群島海域，棲息深度75-549公尺，體長可達15公分，棲息在泥底質大陸棚及大陸坡底層水域，生活習性不明。

## 扩展阅读
維基物種上的相關：深水無線鰨